# Franz-Xaver Staudigl
Franz-Xaver Staudigl (* 27. März 1925 in Beratzhausen; † 10. Oktober 2009) war ein deutscher Kommunalpolitiker und Heimatschriftsteller.

## Werdegang

### Politik
Franz-Xaver Staudigl wurde 1956 mit 51,5 Prozent der Stimmen zum Bürgermeister des Oberpfälzer Marktes Beratzhausen gewählt. Mit 31 Jahren war er zum Zeitpunkt seiner Wahl der jüngste Bürgermeister in Bayern. In diesem Amt blieb er bis zur Kommunalwahl 1984. Während seiner Amtszeit gelang der Gemeinde der Übergang von einer ländlichen Marktgemeinde zu einem prosperierenden Wohn- und Betriebsstandort im Umland von Regensburg. Neben der Ansiedlung zahlreicher Betriebe wurde der Fremdenverkehr aufgebaut und Beratzhausen erhielt  die staatliche Anerkennung als Erholungsort.
Des Weiteren erfolgte während seiner Amtszeit 1961 die Benennung einer Hauptverkehrsstraße nach dem NSDAP-Kreisleiter Josef Albrecht. Zum 1. Januar 2011 wurde die Straße aufgrund dieser Vergangenheit umbenannt.
Im Zug der kommunalen Neuordnung kamen Anfang 1972 die Gemeinden Mausheim und Rechberg zu Beratzhausen, sechs Monate später wurde die Gemeinde in den Landkreis Regensburg eingegliedert. Geprägt von eigenen Erfahrungen im Zweiten Weltkrieg und bemüht um die Versöhnung trieb er die Gründung einer Partnerschaft mit der französischen Stadt Ceyrat voran. Für die lebendige Ausgestaltung dieser Partnerschaft wurde die Gemeinde mit dem Europadiplom, der Europafahne und schließlich mit dem Titel Europagemeinde geehrt.

### Heimatschriftsteller
Die Verbundenheit zu seinem Heimatort, dem Labertal und dessen Geschichte war zentral in Staudigls Handeln. Für die 1100-Jahr-Feier 1966 gab er die Erarbeitung einer Ortschronik in Auftrag. Später veröffentlichte er selbst Artikel über die Heimatgeschichte im örtlichen Mitteilungsblatt. Aus diesen Beiträge entstand das Heimatgeschichtslexikon, das er 1996 herausgab.
Daneben entstand ein literarisches Werk, das mehrere Biografien, Gedichte und Prosatexte umfasst. Sie sind von einer starken Verbundenheit mit seiner Heimat im Labertal gekennzeichnet. Einige seiner Gedichte wurden von den Komponisten Jens Joneleit und Ernst Kutzer vertont. Anlässlich seines 80. Geburtstages wurde entlang der Laber ein nach ihm benannter Wanderweg eingerichtet, an dem Schilder mit seinen Gedichten aufgestellt wurden.

## Ehrungen
- Verdienstkreuz der Bundesrepublik Deutschland
- 1990: Ernennung zum Altbürgermeister
- März 1995: Ehrenbürger des Marktes Beratzhausen
- 2005: Ausweisung des Franz-Xaver-Staudigl-Wanderweges

## Werke
- Beratzhausener Weihnacht, 1976
- Beratzhausener Skizzen, 1978
- Werkstatt Zeit, 1981
- Texte über Liebe, 1988
- Beschreibungen, 1993
- Weihnachtsgalerie, 1993
- Markt Beratzhausen, Ein Führer durch Landschaft, Geschichte und Kultur, 1993 (zusammen mit Dietmar Kuffer)
- Heimatgeschichtslexikon des Marktes Beratzhausen, 1996

## Vertonungen
- Jens Joneleit: Monddunstland (1997). Sieben Lieder für mittlere Stimme und Klavier. UA 10. Oktober 1998 Beratzhausen (Zehentstadel; Verena Schwer [Sopran], Eva Herrmann [Klavier])

1. Die Sonne steigt der Wende zu – 2. Sommer auf der Jura-Hochebene – 3. Sommernacht im Jura – 4. Waldweiher – 5. Herbstwaldweg – 6. Schneefall im Dämmerlicht – 7. Winterland im Jura
- Ernst Kutzer: Lieder der Sehnsucht für Singstimme und Klavier. UA 1997 Beratzhausen (Zehentstadel)

1. Sehnsuchtsvoller Brief – 2. Ich weiß – 3. Gedanken in der Nacht – 4. Du bist verreist